# Micropterus cataractae

Một con cá vược bãi cạn bị câu được

Cá vược bãi cạn (Danh pháp khoa học: Micropterus cataractae) là một loài cá vược nước ngọt trong họ cá Thái dương (Centrarchidae) thuộc bộ cá vược Perciformes Chúng mô tả lần đầu tiên vào năm 1999. Chúng là một trong những loài cá vược đen (chi Micropterus) có nguồn gốc ở vùng nước cận nhiệt đới ở Florida và Georgia của Mỹ. Đôi khi nó cũng được tìm thấy trong các dòng sông và suối của Đông Alabama, nơi chúng đã được tuyên bố là một loài nguy cấp.

## Phân bố
Chúng đang ngày càng trở nên không phổ biến ở Apalachicola và sông Chipola bởi vì có quá ít bãi biển tồn tại và sự cạnh tranh với các loài cá vược bản địa đã tăng lên. Nó cũng được biết đến trong hệ thống thoát nước sông Chattahoochee và dồi dào nhất ở sông Flint ở Georgia, cũng như các hồ như Blackshear và West Point.
Cá vược bãi cạn có liên quan mật thiết với các bãi đá và không phổ biến trong môi trường sống khác do yêu cầu sinh sản độc đáo của nó. Chúng là loài dễ bị tổn thương do đánh bắt cá vẫn tồn tại ở sông Flint của Gruzia, nhưng những người câu cá được khuyến khích bắt và thả.

## Đặc điểm
Trong kích thước điển hình của một loài cá vược đen, cá vược bãi cạn (M. cataractae) đạt đến độ dài tối đa ghi được là 24 inch (61 cm) và trọng lượng tối đa là 8 pounds, 12 ounces. Chúng thường bị nhầm lẫn với cá vược mắt đỏ, do mắt có màu đỏ của nó. Nó cũng thường bị nhầm lẫn với cá vược miệng nhỏ sọc dọc của nó dọc theo cạnh cơ thể của nó. Loài này trước đây được coi là một loài cá vược hoặc phân loài của cá vược mắt đỏ. Năm 1999 nó được mô tả là một loài mới.
Mắt màu đỏ của mắt kết hợp các loài này với cá vược mắt đỏ và cá vược Suwannee ở cái nhìn đầu tiên. Tuy nhiên, nó có liên quan chặt chẽ hơn về hình thái học với cá vược. Cá vược bãi cạn nói chung có màu xanh ô liu đến gần màu đen dọc theo lưng. Một vết đen sẫm màu tối khoảng 50 đến 67 phần trăm kích thước của mắt hiện diện ở cạnh lưng của nắp mang. Ba đường chéo màu đen tỏa dọc theo đầu của đầu.
Có mười đến mười lăm chấm dọc xuất hiện dọc theo các cạnh với sọc hổ thường xuất hiện ở giữa. Ở vùng bụng là các đường kem hoặc trắng và lượn sóng có thể xuất hiện hơi ở trên bụng trắng ở hai bên. Vây lưng, đuôi và vây hậu môn có màu xanh ô liu đậm và xám đen. Vây chậu có thể có cạnh màu kem với đốm đen. Những cá thể ở bờ biển có vảy trên phần gốc của vây lưng mềm, kết nối rõ ràng các vây lưng đầu tiên và thứ hai, và xương hàm trên không mở rộng ra ngoài mắt.
Không có phân loài nào được biết đến của loài cá này. Chúng chủ yếu ăn côn trùng trên bề mặt nước. Chúng cũng ăn côn trùng, tôm càng và cá. Chúng có thể bị câu tóm bởi các cần thủ bằng cách sử dụng các con giun, cá nhỏ, hoặc tôm càng xanh cũng như các con quay nhỏ và nhiều mồi bề mặt nhỏ. Chúng có thịt trắng, thịt xốp, có khuynh hướng khô hơn so với những con cá vược điển hình.